# Odontostilbe ecuadorensis
Odontostilbe ecuadorensis es una especie de peces de la familia Characidae en el orden de los Characiformes.

## Morfología
Los machos pueden llegar alcanzar los 4,6 cm de longitud total y las hembras 5,02.

## Hábitat
Vive en zonas de clima tropical.

## Distribución geográfica
Se encuentran en Sudamérica:  cuencas de los ríos  Napo,  Putumayo y  Pastaza ( Ecuador y Perú ).